# Els Arcs (Bellvís)
Els Arcs és una vila que pertany al municipi de Bellvís a la comarca del Pla d'Urgell. La vila dels Arcs està situada a 2 km al nord de la vila i cap de municipi de Bellvís. L'any 2018 tenia 163 habitants. La vila està representada a l'ajuntament de Bellvís mitjançant la figura del representant de l'alcalde. Tot i que fins a l'any 1988 pertanyé a la comarca de la Noguera, amb la creació del Pla d'Urgell, els Arcs juntament amb la resta del municipi de Bellvís va passar a formar part de la nova comarca.